# Felipe Colomo Castro
Felipe Colomo Castro (Meoqui, México; 4 de agosto de 1925-Chihuahua, México; 19 de mayo de 2019) fue un abogado y notario chihuahuense miembro del Partido Acción Nacional. Fue suplente de senador que entró en funciones durante la LIX Legislatura en 2003.

## Biografía
Era licenciado en derecho por la Universidad Nacional Autónoma de México de la que se graduó en 1953. En 1954 se afilió al Partido Acción Nacional, aunque participaba con este desde 1952. De 1968 a 1969 realizó una maestría en derecho fiscal en la Universidad de Harvard y un doctorado en la Universidad de Madrid además de varios cursos y diplomados en diversas escuelas y fundaciones.
Desde 1993 era notario público en la ciudad de Chihuahua, así mismo se desempeñó como Juez mixto de primera instancia y civil del Tribunal Superior de Justicia del Estado de Chihuahua, abogado litigante en su despacho particular y funcionario del Registro Público de la Propiedad de Chihuahua en 1954 y en 1956 fue candidato a diputado al Congreso de Chihuahua, año en que coescribió con José Fuentes Mares el libro Santa Anna: aurora y ocaso de un comediante.
Academicámente se desempeñó como profesor en la Facultad de Derecho de la Universidad Autónoma de Chihuahua donde fue secretario y consejero universitario y también fue profesor en el Instituto Tecnológico y de Estudios Superiores de Monterrey Campus Monterrey y Campus Chihuahua. 
En 1987 fue fundador de la Academia Chihuahuense de Estudios Fiscales, A.C. y en 1997 fue candidato a diputado federal por el Distrito 6 con cabecera en Chihuahua, compitiendo con el priísta Patricio Martínez García y el perredista Jaime García Chávez, quedando en segundo lugar detrás del priísta por una diferencia menor a 5 mil sufragios. En 1999 formó parte de «Amigos de Fox». 
En 2000 fue candidato suplente de Javier Corral Jurado a senador de la república por Chihuahua, resultando electo. En 2003, al tomar licencia Javier Corral a la senaduría para buscar ser candidato a gobernador en las elecciones locales de 2004 el 13 de noviembre, Colomo pasó a ocupar su lugar como senador el 18 de noviembre de 2003, durando en el cargo hasta el 31 de julio de 2004.